# 中湖乡
中湖乡，是中华人民共和国湖南省张家界市武陵源区下辖的一个乡镇级行政单位。

## 行政区划
中湖乡下辖以下地区：
杨家界社区、野鸡铺社区、印家山村、石家峪村、檀木岗村、宝月村、三家峪村、夜火村、车家山村、渔泉峪村和青龙垭村。